# Pavlo-Fiódorovka
Pavlo-Fiódorovka (en rus: Павло-Фёдоровка) és un poble del krai de Primórie, a l'Extrem Orient de Rússia, que en el cens del 2010 tenia 1.205 habitants.